# Oregoniidae
Oregoniidae is een kleine familie uit de infraorde krabben (Brachyura). Tot deze familie behoren onder andere de gewone spinkrab en de rode spinkrab, twee soorten die voorkomen voor de Belgische en Nederlandse kust.

## Systematiek
De Oregoniinae was vroeger een onderfamilie van de Majidae. Daarna heeft elk van die onderfamilies de status van familie gekregen (Martin & Davis, 2001). De huidige onderverdeling bestaat uit twee onderfamilies en een geslacht:

### Onderfamilies
- Oregoniinae Garth, 1958
- Pleistacanthinae Števčić, 2005

### Geslacht
- Macroregonia T. Sakai, 1978